# مقاطعة ماريون (ألاباما)
مقاطعة ماريون (بالإنجليزية: Marion County, Alabama)‏ هي إحدى مقاطعات ولاية ألاباما في الولايات المتحدة. تأسست سنة 1818، بلغ عدد سكانها 30776 نسمة في عام 2010 حسب إحصاء مكتب تعداد الولايات المتحدة .

## أعلام
- جورج واشنطن جونز

## وصلات خارجية
- http://marioncountyalabama.org/